# La Compagnie créole
La Compagnie Créole (с фр. «Креольская компания») — эстрадная музыкальная группа Французской Гвианы, популярная в 1980-х годах. Первоначально пели на креольском, но быстро приняли французский в качестве основного языка. Известны в основном мажорными беззаботными песнями; популярные темы и образы коллектива: красочные радуги, солнечный свет, милые безобидные животные — и всё это под карибские ритмы. Группа выпустила более 20 альбомов и утверждает, что продала более 60 миллионов пластинок.

## История
Основанная в 1975 году, группа выпустила свой первый альбом Ba mwen en ti bo в 1976 году. Второй альбом Blogodo был выпущен лишь в 1982 году. В 1983 году вышли две их самые популярные песни Vive le Douanier Rousseau! и C’est bon pour la moral, было продано 400 000 и 500 000 пластинок соответственно.
Летом 2020 года они выпустили пародию на свою песню Le bal masqué под названием Sortons masqués («Выйдем на улицу в масках»), чтобы поощрять ношение масок во время пандемии COVID-19.
Всего они выпустили 23 альбома. Хотя группа заявляет о 60 миллионах проданных пластинок, эта цифра кажется маловероятной, учитывая, что их продажи фактически оцениваются в 6 миллионов пластинок во Франции, и только один альбом, выпущенный за границей — в Канаде.

## Состав
- Клеманс Брингтаун (родилась 17 декабря 1948 года в Роберте, Мартиника) — вокал, танцы.
- Хосе Себелуе (17 сентября 1948, Уанари, Французская Гвиана — 3 сентября 2023) — гитара, перкуссия, вокал.
- Жюльен Таркен (родился 16 сентября 1948 года в Мариго, Мартиника) — бас, вокал.
- Гай Беверт (родился 18 февраля 1949 года в Бас-Тер, Гваделупа) — ударные, перкуссия, вокал.
- Артур Апату (родился 6 июня 1951 года в Пуэнт-а-Питр, Гваделупа) — гитара, вокал, продюсирование.

## Дискография

### Студийные альбомы
- 1976: Ba mwen en ti bo
- 1982: Blogodo
- 1983: Vive le douanier Rousseau
- 1984 Bons baisers de Fort de France
- 1985: Le Bal masqué
- 1986: Ça fait rire les oiseaux
- 1986: Sans chemise sans pantalon
- 1986: Soca Party sur la plage
- 1987: La Machine à danser
- 1989: La Bonne Aventure
- 1989: Cayenne carnaval
- 1990: Bon anniversaire maman
- 1990: Megamix (1990)
- 1992: Le Mardi gras
- 1995: La Fiesta (souris à la vie)
- 1997: Je reviens chez vous
- 1999: L’album 1999
- 2005: La plus grande fiesta créole
- 2010: O! Oh! Obama
- 2012: En bonne compagnie
- 2015: Carnavals du monde
- 2016: Les comptines de la Compagnie créole
- 2018: Sur la Route du Rhum

### Рождественские песни
- 1996: La Compagnie chante Noël
- 1999: Noël 99
- 2000: Chante Noël
- 2008: Noël avec la Compagnie créole
- 2011: Joyeux Noël bons baisers de Fort-de-France

## Турне и шоу
- 1984: Премьерный тур Patrick Sébastien
- 1985: Тур по Франции (завершен в L’Olympia)
- 1986: Тур по Франции
- 1987: Международное турне (включая Канаду и Францию, завершено в L’Olympia)
- 1988: Тур по США и Канаде.
- 1989: Тур по Канаде и Франции (завершено в L’Olympia).
- 1994: Летний тур.
- 1996: Тур по Франции, Бельгии, Италии, Испании, Мартинике и Гваделупе + шоу-круиз по Средиземноморью и Карибскому бассейну.
- 1997: Тур по Канаде и Испании.
- 1998: Тур по Франции, Бельгии, Австралии, Индийскому океану, Марокко и др.
- 2000: Концерт в Капитолии в Канаде.
- 2001: Тур по Канаде, Франции, Бельгии и Швейцарии.
- 2002: Летний тур.
- 2004: Различные гала-концерты в Испании и испаноязычных странах, несколько концертов в Канаде и крупный летний тур по Франции.
- 2007: Тур по островам.
- 2008: Тур по Канаде.
- 2009: Турне Âge tendre, la tournée des idoles.
- 2012: Летний подиум в Эльзасе в Энсисхайме.
- 2014: Госпел-тур по Франции (с мая по декабрь)
- 2015: Участие в ночном параде Квебекского карнавала (февраль).
- 2015: Участие в концерте музыкального фестиваля во Франции.
- 2015: Участие в Festival du bout du monde (полуостров Крозон).
- 2016: Участие в фестивале на озере Шайяк.
- 2017: Участие в Большом слепом прослушивании 17 февраля.
- 2018: Квебек-тур.